# Yucca carnerosana
Yucca carnerosana, anomenada de manera comuna com la "palma samandoca" o "palma loca", forma part del conjunt vegetal del matollar xeròfil de Mèxic. Es troba dins de la família de les Agavaceae.

## Descripció
Planta perenne caulescent, simètrica, de creixement extremadament lent i de port arbustiu o arborescent, que generalment se distribueix individualment, poques vegades s'observa formant denses agrupacions de diversos troncs de diferent mida, units a la seva base. El Tronc és gruixut i escamós amb un diàmetre de 15 a 40 cm i d'alçada mitjana d'uns 3 metres arribant fins als 10 m en alguna ocasió. Rarament es ramifica més de dues vegades en la seva part superior. Les fulles són glauques (de color blau verd), rígides, de forma cóncava-convexa, s'agrupen cap a l'extrem de la tija de 50 a 100 cm de llarg i d'uns 8 cm d'ample i acaben en punxa amb una forta espina a l'extrem. Poden formar una densa roseta consistents i simètriques amb un diàmetre proporcional a la seva alçada. A la part central de la roseta hi creix una inflorescència gran i gruixuda que hi sobresurt de manera completa del fullatge i que creix verticalment. La inflorescència presenta de 15 a 30 pedicels amb bràctees blanques. Les flors són campanulades o globoses amb 6 tèpals (3 pètals i 3 sèpals). Els estams són lliures i s'insereixen a la base dels segments, les anteres i el pistil. Flor és perfumada i de color blanc. El fruit és indehiscent i en forma de baia d'uns 5 a 7,5 cms. Les llavors són gruixudes, planes i semirodones de color negre i amb una gran quantitat d'endosperm. La floració és entre els mesos del Març i l'Abril i a vegades es prolonga cap a principis de Maig.

## Distribució i hàbitat
En l'Altiplà, prospera sovint sobre roques riques en carbonat de calci, formant part del matollar d'Agave lecheguilla, a. striata o Hechtia glomerata, inclou arbusts com l'Euphorbia i el Parthenium i diverses cactàcies de mida petita i mitjana i altres espècies. Present en els ecosistemes àrids i semiàrids de l'altiplà mexicà.

## Usos i etnobotànica
De les seves fulles se n'obtenen fibres dures o ixtle per a la fabricació de cordons, costals, bosses i altres productes. La seva recol·lecta com a recurs no maderable és molt important. Es troba dins l'apartat de les set espècies amb més importància socioeconòmica i ecològica de la regió.